# Штраф
Штраф (от нем. die Strafe) — узаконенное наказание за правонарушение. Обычно в виде денежного взыскания, как правило, в пользу государства, назначаемое за совершение проступка. В законодательстве разных государств наряду с термином «штраф» используется также термин «денежное взыскание». Штраф как вид наказания присущ нескольким отраслям права.

## Штраф как уголовное наказание
Штраф широко применяется в уголовном праве многих стран мира: это первое по распространённости уголовное наказание в Англии и США, во Франции он находится на первом месте среди имущественных наказаний, а законодательство ФРГ признаёт его вторым основным видом наказания, применяется он и во многих других странах, в том числе и в Российской Федерации.
К числу преимуществ штрафа как вида уголовного наказания относят следующее: уменьшение тюремного населения, исключение контакта осуждённых за преступления небольшой степени опасности с «закоренелыми» преступниками; небольшие накладные расходы, связанные с исполнением данного вида наказания (нет необходимости создавать специальные исполнительные органы); получение доходов в государственный бюджет; возможность индивидуализировать назначенное наказание в зависимости от имущественного благосостояния осуждённого; возможность применения мер, стимулирующих правопослушное поведение (отсрочка и рассрочка выплаты, уменьшение размера штрафа при добропорядочном поведении).
Штраф может применяться как самостоятельная мера наказания. Перечень деяний, которые могут наказываться одним штрафом, без применения иных мер, как правило, весьма широк: так, во Франции в него входят в том числе такие деяния, как неосторожное причинение смерти; умышленные насильственные действия, повлёкшие увечье или хроническое заболевание потерпевшего; сексуальные агрессии, не относящиеся к изнасилованию; незаконный оборот наркотиков; оставление человека в опасности и др.
Помимо этого, штраф может назначаться в порядке замены наказания менее строгим или одновременно с другим видом наказания: так, в США штраф в большинстве случаев сочетается с назначением наказания в виде лишения свободы или пробацией.
В последнее время в практику правоприменительных органов входят новые виды штрафных наказаний: так, во многих странах применяются штрафо-дни (регулярное внесение в государственных бюджет определённых денежных сумм в течение некоторого промежутка времени).
В Германии существует практика назначения имущественных штрафов, суть которых сводится к однократной выплате в доход государства суммы, размер которой определяется определённой долей от общей стоимости имущества осуждённого. Указывается, что такие штрафы по сути выполняют функцию изъятия у осуждённого имущества, которое предположительно получено преступным путём, что сближает их с конфискацией имущества.
Размер штрафа определяется судом с учётом имущественного положения осуждённого и не должен приводить к его чрезмерному финансовому обременению. Достаточно часто законодательство предусматривает возможность предоставления льгот, связанных с уплатой штрафов: рассрочки платежей, освобождение от уплаты части штрафа в случае добропорядочного поведения лица и т. д.
В случае, если штраф не уплачивается осуждённым, как правило, он заменяется наказанием, связанным с лишением свободы.

## Штраф вроссийском праве

### Штраф как видуголовного наказания

#### Штраф в истории уголовного законодательства
Впервые штраф как вид наказания упоминался в договорах Олега (911 год) и Игоря (944 год) с греками: наказание в виде штрафа полагалось за применение оружия любым из представителей одной стороны договора в отношении представителя другой стороны.
Позже штраф под названиями «вира» и «продажа» широко использовался в качестве наказания даже за такие преступления, как убийство и причинение телесных повреждений. Он использовался как средство возмещения «обиды», под которой подразумевалось совершение преступления.
С усилением роли государственно-властных институтов штраф как вид наказания уступил место смертной и торговой казни; он сохранился лишь за такие преступления небольшой тяжести, как упущение по службе, оскорбление, клевета, побои и др. Штраф вновь начал широко применяться, лишь когда распространение получил капиталистический способ хозяйствования.
Согласно Уложению о наказаниях уголовных и исправительных 1845 года различались:
- штрафы, поступающие в казну,
- пени, поступающие в приходы общественного призрения и другие общеполезные учреждения.

Уголовное уложение 1903 года также предусматривало две разновидности штрафа:
- денежную пеню;
- денежное взыскание.

Пеня являлась главным видом имущественных взысканий в уголовном праве того времени.
Штраф занимал одно из важнейших мест и в законодательстве РСФСР. Он широко применялся в первые годы советской власти (свыше 50 % осуждённых были оштрафованы). Официально назначение штрафа в этот период разъяснялось следующим образом:

Налагаемый штраф должен быть таким по величине, чтобы он выполнял одновременно роль операции капитала и лишал бы наших активных противников их главного орудия борьбы с нами — капитала.
— «Правда»
Штрафные санкции были предусмотрены во многих составах преступлений уголовных кодексов 1922, 1926 и 1960 годов, однако штрафы применялись лишь к небольшому числу осуждённых.

#### Штраф в действующем законодательстве
Действующий в настоящее время Уголовный кодекс РФ предусматривает довольно много составов преступлений, за которые возможно назначение штрафа: в общем числе их более 40 %. Несмотря на это, штраф применяется довольно редко: удельный вес всех осуждённых к штрафу в 1994 г. составил 9,8 %, в 1995 г. — 12,0 %, в 1996 г. — 13,1 %, в 1997 г. — 7,9 %, в 1998 г. — 5,9 %, в 1999 — 5,5 %, в 2000 — 6,2 %, в 2001 — 6,3 %, в 2002 — 6,3 % от общего числа осуждённых.
Уголовный кодекс Российской Федерации 1996 года в статье 46 в качестве одного из видов уголовного наказания называет штраф — это денежное взыскание, назначаемое в пределах, предусмотренных УК РФ. Штраф может быть назначен как в качестве основного, так и в качестве дополнительного вида наказания. Но, в отличие от иных дополнительных видов наказания, штраф может быть назначен только в случаях, предусмотренных санкциями соответствующих статей Особенной части УК РФ.
В основном штраф назначается за преступления небольшой и средней тяжести, причём такие, которые носят имущественный характер, а также за неосторожные преступления. Высказывается мнение, что штраф направлен не на исправление (перевоспитание) преступника, а является своего рода «последним предупреждением» виновному лицу о необходимости быть более внимательным и воздержанным, однако данная точка зрения не опирается на законодательство, которое предусматривает исправление преступника как общую цель наказания.
Размер штрафа составляет:
- от пяти тысяч до пяти миллионов рублей;
- или размер заработной платы или иного дохода осуждённого, подлежащего налогообложению, за период от двух недель до пяти лет;
- или исчисляется в величине, кратной стоимости предмета или суммы коммерческого подкупа, взятки или суммы незаконно перемещённых денежных средств и (или) стоимости денежных инструментов.

Вне зависимости от того, какой способ исчисления размера штрафа будет выбран судом, штраф представляет собой денежное взыскание, он не может выплачиваться в виде удержаний с заработка.
Штраф в размере от 500 тысяч рублей или в размере заработной платы или иного дохода осуждённого за период свыше 3 лет может назначаться только в случаях, специально предусмотренных в санкциях статей Особенной части Уголовного кодекса, за исключением случаев исчисления размера штрафа исходя из величины, кратной сумме или стоимости предмета преступления.
Штраф, исчисляемый исходя из величины, кратной сумме коммерческого подкупа, взятки или суммы незаконно перемещённых денежных средств и (или) стоимости денежных инструментов, устанавливается в размере до стократной величины указанной суммы, но не может быть менее 25 тысяч рублей и более 500 миллионов рублей.
При определении размера штрафа должны учитываться:
- тяжесть совершённого преступления;
- имущественное положение осуждённого и его семьи;
- возможность получения осуждённым заработной платы или иного дохода.

С учётом этих же обстоятельств суд может назначить штраф с рассрочкой выплаты определёнными частями на срок до пяти лет. Если такой рассрочки нет, то осуждённый обязан выплатить всю сумму штрафа в течение 60 дней со дня вступления приговора суда в законную силу. Однако, если вынесен приговор без рассрочки выплаты штрафа, а осуждённый не имеет возможности единовременно уплатить штраф, суд, по его ходатайству и заключению судебного пристава-исполнителя, может рассрочить уплату штрафа на срок до трёх лет. И осуждённый к штрафу с рассрочкой выплаты, и осуждённый, в отношении которого суд впоследствии принял решение о рассрочке уплаты штрафа в силу невозможности осуждённого единовременно уплатить штраф, обязаны в течение 60 дней со дня вступления приговора или решения суда в законную силу уплатить первую часть штрафа. Оставшиеся части штрафа осуждённый обязан уплачивать ежемесячно.
В случае злостного уклонения от уплаты штрафа, назначенного в качестве основного наказания, он заменяется иным наказанием, за исключением лишения свободы. Данное положение не распространяется на осуждённых за коммерческий подкуп, дачу и получение взятки, посредничество во взяточничестве, а также иные преступления, за которые предусмотрен штраф в размере, кратном стоимости предмета преступления. В этом случае штраф заменяется наказанием в пределах санкции, предусмотренной соответствующей статьёй Особенной части Уголовного кодекса. Назначенное наказание не может быть условным.
В отношении осуждённого, злостно уклоняющегося от уплаты штрафа, назначенного в качестве дополнительного наказания, судебный пристав-исполнитель производит взыскание штрафа в принудительном порядке. Злостно уклоняющимся от уплаты штрафа признаётся осуждённый, не уплативший штраф либо часть штрафа в установленный законодательством срок. Злостно уклоняющийся от отбывания наказания осуждённый, местонахождение которого неизвестно, объявляется в розыск и может быть задержан на срок до 48 часов. Данный срок может быть продлён судом до 30 суток.
Принудительное взыскание не может быть обращено на следующие виды имущества: жилой дом, квартиру или отдельные их части, если осуждённый и его семья постоянно в них проживают (не более одного дома или одной квартиры на семью); одежду, обувь, бельё, постельные принадлежности, кухонную и столовую утварь, находившиеся в употреблении; транспортные средства, специально предназначенные для передвижения инвалидов, и др. (ст. 446 ГПК РФ).
В случае, если штраф назначается как основное наказание осуждённому, к которому в ходе расследования и рассмотрения уголовного дела была применена мера пресечения в виде заключения под стражу, суд, учитывая срок содержания под стражей, либо снижает размер штрафа, либо полностью освобождает его от этого наказания (ч. 5 ст. 72 УК РФ).
Несовершеннолетним штраф может быть назначен как при наличии у несовершеннолетнего осуждённого самостоятельного заработка или имущества, на которое может быть обращено взыскание, так и при отсутствии таковых. Несовершеннолетним штраф может быть назначен в следующих размерах:
- от 1000 до 50 000 рублей;
- в размере заработной платы или иного дохода осуждённого за период от двух недель до шести месяцев.

Штраф, назначенный несовершеннолетнему осуждённому, по решению суда может взыскиваться с его родителей или иных законных представителей с их согласия. Данная норма вызывает значительные споры в уголовно-правовой теории, так как, по мнению многих учёных, таким образом нарушается принцип личной ответственности, присущий уголовному праву.
Штраф не может быть назначен условно.

### Административный штраф
Согласно статье 3.5 Кодекса Российской Федерации об административных правонарушениях 2001 года административный штраф является денежным взысканием, выражается в рублях и устанавливается:
- для граждан в размере, не превышающем пяти тысяч рублей (в случаях, предусмотренных статьёй 14.1.2 Кодекса Российской Федерации об административных правонарушениях 2001 года, — пятидесяти тысяч рублей, а в случаях, предусмотренных статьями 5.38, 20.2, 20.2.2, 20.18, частью 4 статьи 20.25 — трёхсот тысяч рублей);
- для должностных лиц — пятидесяти тысяч рублей (в случаях, предусмотренных статьёй 14.1.2 — ста тысяч рублей, а в случаях, предусмотренных статьями 5.38, частями 1-4 статьи 20.2, статьями 20.2.2, 20.18 — шестисот тысяч рублей);
- для юридических лиц — одного миллиона рублей (в случаях, предусмотренных статьями 14.40, 14.42 — пяти миллионов рублей).

Административный штраф также может выражаться в величине, кратной:
1. стоимости предмета административного правонарушения на момент окончания или пресечения административного правонарушения;
2. сумме неуплаченных и подлежащих уплате на момент окончания или пресечения административного правонарушения налогов, сборов или таможенных пошлин;
3. сумме незаконной валютной операции;
4. сумме денежных средств или стоимости внутренних и внешних ценных бумаг, списанных и (или) зачисленных с невыполнением установленного требования о резервировании;
5. сумме валютной выручки, не проданной в установленном порядке;
6. сумме денежных средств, не зачисленных в установленный срок на счета в уполномоченных банках;
7. сумме денежных средств, не возвращённых в установленный срок в Российскую Федерацию;
8. сумме неуплаченного административного штрафа;
9. сумме выручки правонарушителя от реализации товара (работы, услуги), на рынке которого совершено административное правонарушение, за календарный год, предшествующий году, в котором было выявлено административное правонарушение, либо за предшествующую дате выявления административного правонарушения часть календарного года, в котором было выявлено административное правонарушение, если правонарушитель не осуществлял деятельность по реализации товара (работы, услуги) в предшествующем календарном году.

Размер административного штрафа, исчисляемого исходя из оснований, предусмотренных пунктами 1—7, не может превышать трёхкратный размер стоимости предмета административного правонарушения либо соответствующей суммы или стоимости. Размер административного штрафа, исчисляемого исходя из основания, предусмотренного пунктом 9, не может превышать одну двадцать пятую совокупного размера суммы выручки от реализации всех товаров (работ, услуг) за календарный год, предшествующий году, в котором было выявлено административное правонарушение, либо за предшествующую дате выявления административного правонарушения часть календарного года, в котором было выявлено административное правонарушение, если правонарушитель не осуществлял деятельность по реализации товаров (работ, услуг) в предшествующем календарном году.
Административный штраф не может применяться к сержантам, старшинам, солдатам и матросам, проходящим военную службу по призыву, а также к курсантам военных образовательных учреждений профессионального образования до заключения с ними контракта о прохождении военной службы.